# Querétaro Fútbol Club
O Querétaro Fútbol Club é um clube de futebol mexicano da cidade de Querétaro. A equipe participa da primeira divisão do Campeonato Mexicano.

## História

### Ronaldinho Gaucho em 2014
O grande astro brasileiro Ronaldinho, campeão do mundo em 2002, saiu em alta do Atlético Mineiro, clube onde foi campeão da Libertadores e Recopa Sul-Americana, para assinar contrato com o Querétaro. O compromisso foi firmado em 5 de setembro de 2014 e tinha duração de 2 anos. O craque jogou com a camisa 49, uma clara homenagem a sua mãe Dona Miguelina que nasceu em 1949.
Em 29 de março, após seis meses, o Querétaro conquista seu primeiro título com Ronaldinho Gaúcho na equipe, a Copa El Rancho, disputada em Frisco (Texas) nos EUA.

## Títulos
- Copa México: 2016 (Apertura)
- Ascenso MX (Segunda Divisão): 2005 (Clausura), 2006 (Clausura) e 2008 (Apertura)

 Campeão de Acceso 2006 e 2009

- Liga MX: Vice-campeão. Clausura 2015
- Copa El Rancho: 2015